# 安德烈亚斯·约翰松
安德烈亚斯·约翰松（瑞典語：Andreas Johansson，1973年5月19日—），瑞典男子冰球运动员，场上位置是前锋。他曾代表瑞典国家队参加1998年冬季奥林匹克运动会冰球比赛，获得第5名。